# Dziękuję Poland Live '83
Dziękuję Poland Live '83 is het zestiende muziekalbum van de Duitse specialist op het gebied van elektronische muziek Klaus Schulze. Het is opgenomen tijdens concerten van Schulze in Polen.

## Musici
- Klaus Schulze – elektronica
- Rainer Bloss – synthesizers.

## Composities
- CD1

1. Katowice (26:22)
2. Warsaw (24:16)
3. The Midas hip hop touch (25:15)(Bonus)

- CD2

1. Lodz (20:59)
2. Gdańsk (15:45)
3. Dziekuje (5:52)
4. Dzien dobry! (35:58)

Dziękuję betekent Dankjewel. De bonustracks komen voor op de geremasterde versies van dit album (2006). Dzien dobry (Goeiedag) is opgenomen in Gdańsk. The Midas hip hop touch is een bewerking van een stuk uit de beginjaren 80 van Schulze.